# Piz Badile
Piz Badile en alemany, Pizzo Badile en italià és una muntanya de 3.308 msnm del cantó dels Grisons a Suïssa, i la regió de la Llombardia a Itàlia. La frontera entre els dos països passa per la carena del cim.
És el cim més imponent del grup de la Bondasca, encara que superat en altitud pel veí Piz Cengalo, que és 66 metres més alt. És de roca granítica.
La seva cara nord-est, referida habitualment i errònia com a "cara nord" està orientada a la val Bregaglia suïssa, prop de Soglio, i és considerada una de les sis grans cares nord dels Alps.
S'alça 700 metres, entre dues llengües de gel, el "vadrec da la Turbinasca" a l'oest i el "vadrec dal Cengal" a l'est (vadrec és la denominació d'una llengua de gel en el dialecte de la Bregaglia).
El nom de la muntanya, en deriva de l'aparença trapezoïdal de la paret nord-est vista des de la Val Bregaglia, ja que Badile significa pala.

## Història d'escalada
La primera ascensió del Piz Badile va ser per W. A. B. Coolidge amb els guies François Devouassoud i Henri Devouassoud el 27 de juliol de 1867 per l'aresta sud. La muntanya havia cridat per primera vegada l'atenció dels alpinistes britànics Douglas Freshfield de la dècada de 1860. Va donar-los el nom de 'bessons grisos' al Piz Badile i Piz Cengalo, i va fer la primera ascensió al Piz Cengalo el 1866.
Les dues vies clàssiques del Piz Badile són l'aresta nord i la via Cassin a la cara nord-est.
L'aresta nord, la Badilekante, va ser explorada per primera vegada en solitari pel guia suís Christian Klucker l'any 1892 (Klucker més tard va fer la primera ascensió de la carena oest-sud-oest del Badile amb Anton von Rydzewski i M. Barbaria el 14 de juny de 1897). Després de diversos intents infructuosos de cordades italianes el 1911, la cresta (IV, un pas de V−) finalment fou vençuda per Alfred Zürcher amb el guia Walter Risch el 4 d'agost de 1923. F. l'Orsa i André Roch van trobar un línia més directa a l'aresta en la segona ascensió (18 de juliol de 1926).
La via més popular de la cara nord-est és la Cassin (V+/A0 o VI+), anomenada així pel primer ascensionista Riccardo Cassin, que la va escalar amb V. Ratti i G. Esposito, juntament amb la cordada de Como de Mario Molteni i Giuseppe Valsecchi del 14 al 16 de juliol de 1937. Molteni i Valsecchi ja estaven a la cara quan Cassin i el seu grup van començar, però es van unir posteriorment. En aquest famós episodi èpic alpina, Molteni va morir d'esgotament i exposició al cim, mentre que Valsecchi va morir en baixar per l'aresta sud just abans d'arribar a la cabana.

## Galeria

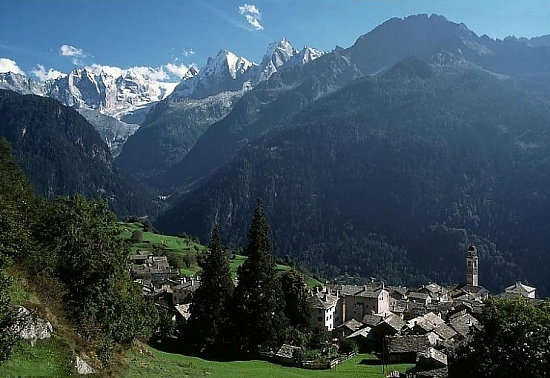
Vista per sobre de Soglio dels pics Sciora (esquerra), Piz Cengalo (esquerra al centre) i Piz Badile (centre)
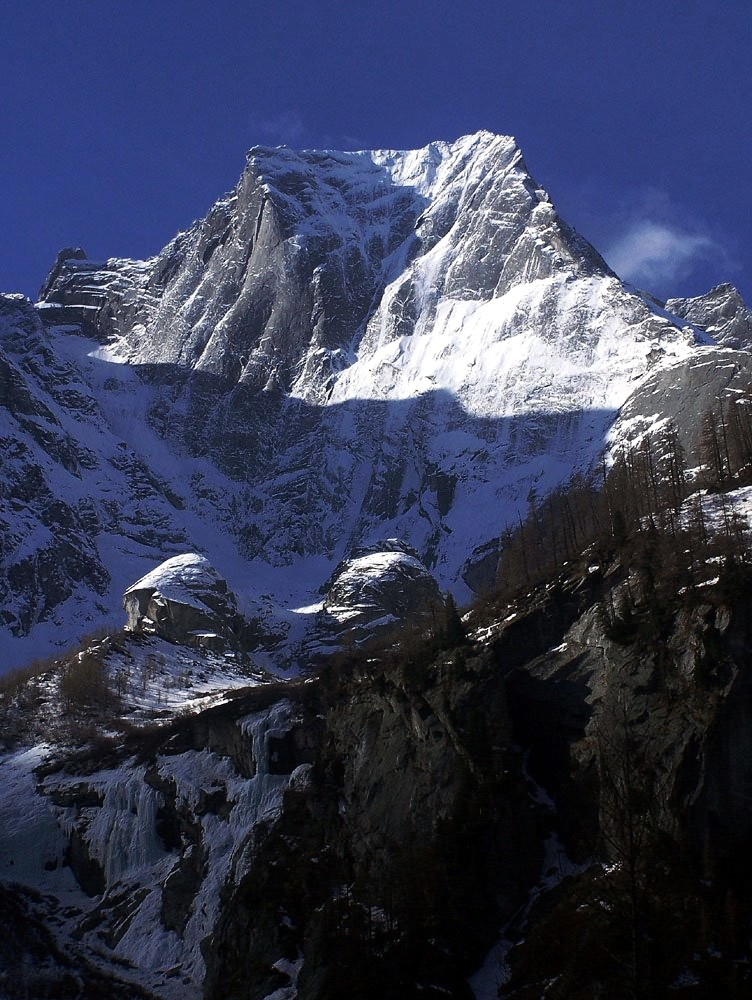
Piz Badile des de la Val Bondasca
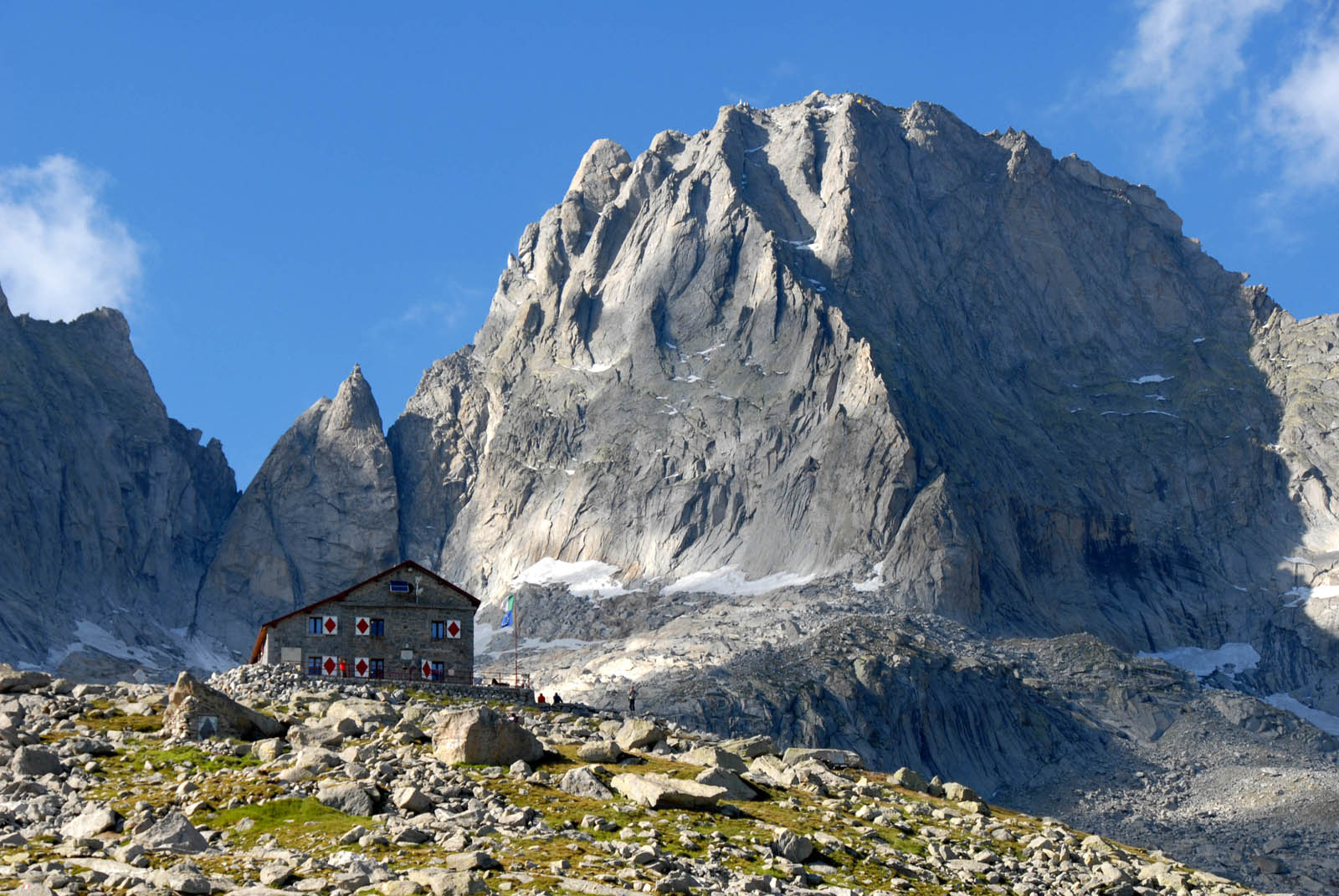
Piz Badile i la cabana Giannetti des del sud

## Cabanes
- Cabana Giannetti (2.534 m)
- Cabana Sasc Furä (1.904 m)
- Cabana Sciora (2.118 m)